# اتوود (کنتاکی)
اتوود (به انگلیسی: Atwood) یک منطقهٔ مسکونی در ایالات متحده آمریکا است که در شهرستان کنتون، کنتاکی واقع شده‌است. اتوود ۲۷۰٫۰۶ متر بالاتر از سطح دریا واقع شده‌است.